# Palacio Municipal de Caracas
El Palacio Municipal de Caracas es la sede principal de la Alcaldía y el Concejo del Municipio Libertador, donde además funciona el Museo Caracas. Está ubicado en el cruce de la avenida Oeste 2 con la avenida Sur 2, esquina de Las Monjas frente a la Plaza Bolívar y al lado del Palacio Arzobispal en la Parroquia Catedral. 

## Historia de la edificación

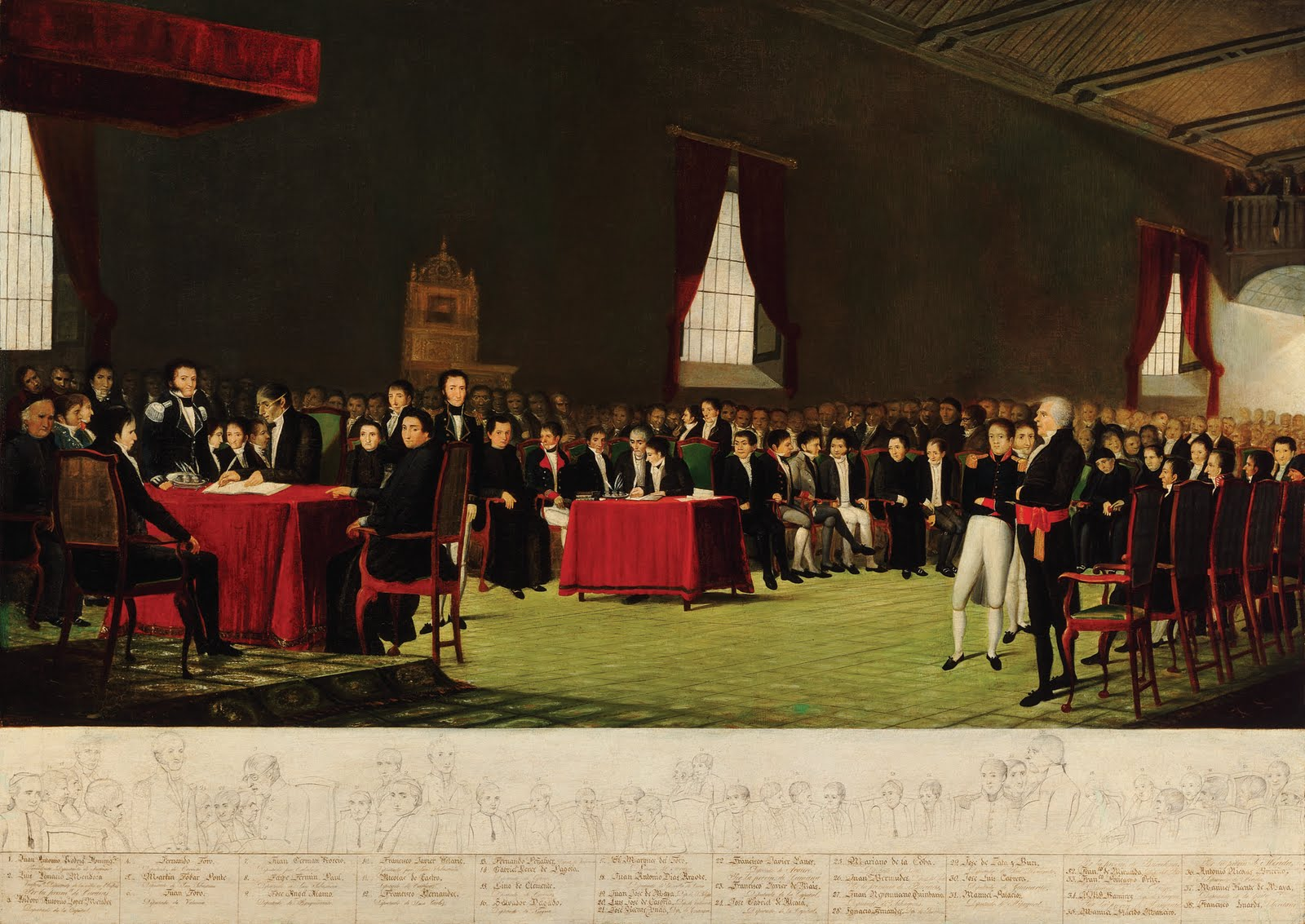
Capilla Santa Rosa de Lima. Donde se declaró la Independencia de Venezuela el 5 de julio de 1811.

Venezuela Alcaldía Municipal Fuente en el patio interior del palacio.
De acuerdo al primer plano de la ciudad ordenado por el gobernador Juan de Pimentel en 1578, este lugar aparece identificado como "casa", que fuera hogar de familias influyentes de la época. En septiembre de 1673 el obispo peruano Antonio González de Acuña compra y acondiciona la antigua vivienda e inicia las actividades del Colegio Seminario con el nombre de la recién canonizada Santa Rosa de Lima. Diego Baños Sotomayor, colega y coterráneo de Acuña, inaugura oficialmente el seminario dotado con su capilla, el 29 de agosto de 1696. Por no estar facultado para otorgar grados universitarios, se hizo la solicitud ante las autoridades para crear una universidad. El Rey Felipe V de España, mediante cédula real del 22 de diciembre de 1721 e Inocencio XIII por bula papal de 18 de diciembre de 1722 autorizan la petición. El 11 de agosto de 1725, el obispo español Juan José Escalona y Calatayud inaugura solemnemente la primigenia Real y Pontificia Universidad de Caracas. 
Luego la capilla del seminario y universidad son escenario de tres días de deliberaciones del Congreso Constituyente que culminaron con la Firma del Acta de Independencia de Venezuela el 5 de julio de 1811. En funciones de presidente de la Gran Colombia y durante su última estadía en Caracas, Simón Bolívar reforma la institución dando origen a la Universidad Central de Venezuela. Para el cargo de rector designa a su más destacado colaborador, el médico José María Vargas. 

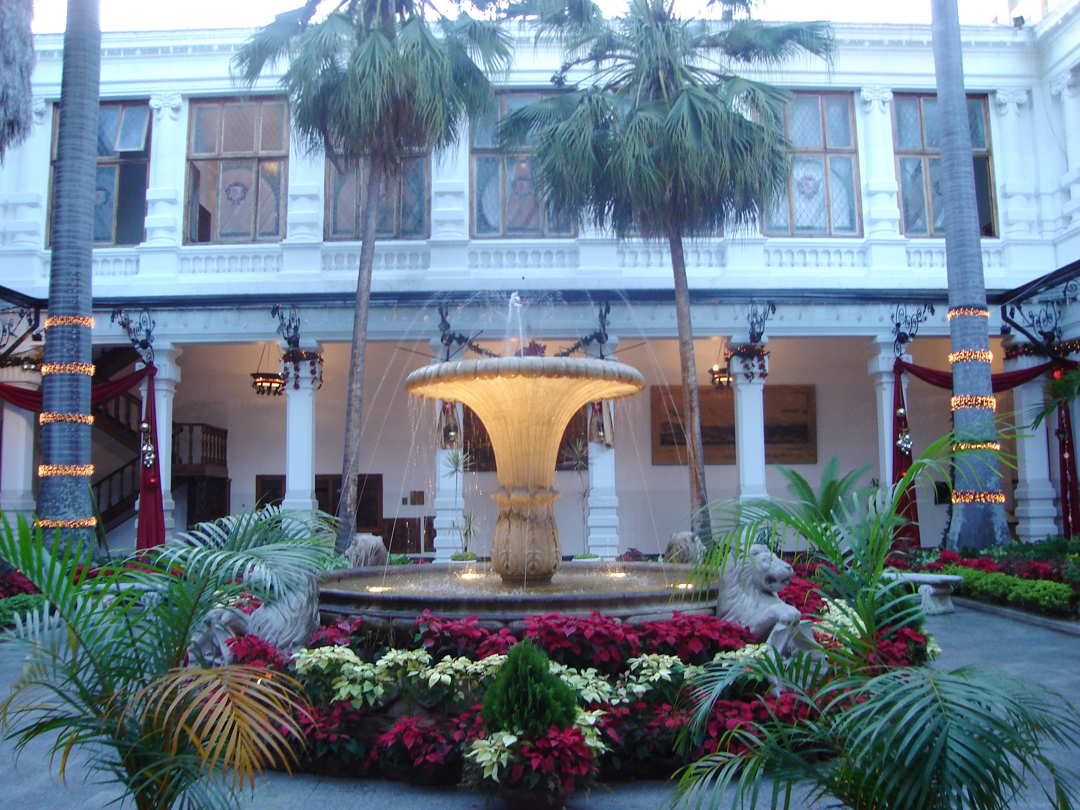
El Patio de los Leones

En 1856, debido a las crecientes necesidades en su desempeño educativo, se muda a una nueva sede en el Convento de San Francisco, actual Palacio de las Academias. Respecto al seminario, seguía formando curas hasta que en 1872, cuando el presidente Antonio Guzmán Blanco decreta su extinción y al mismo tiempo contrata al arquitecto Juan Hurtado Manrique para llevar a cabo la reconstrucción del edificio donde se instalaron: los Tribunales de Justicia, la Gobernación del Distrito Federal, la Comandancia de Policía y taquillas de recaudación de impuestos, mientras que la capilla es destinada a ser Salón de Sesiones del Concejo Municipal del Distrito Federal. El gobierno de Cipriano Castro, encarga al arquitecto Alejandro Chataing la ejecución de la última gran reforma, hecha en estilo neoclásico moderno y concluida en 1906. 
El aspecto interno del edificio se mejora de manera notoria con motivo del sesquicentenario del 19 de abril en 1960. El Patio de los Leones, el jardín, la fuente, los vitrales, pisos, plafones, producen un ambiente acogedor.

## Museo de Caracas
Entre 1970 y 1984 el Concejo del Municipio Libertador se dedica a la tarea de ubicar, identificar, adquirir, organizar, custodiar y divulgar una porción muy importante del acervo histórico-cultural de la vida caraqueña abarcando más de cuatro siglos, lo que da como resultado el Museo Caracas, encargado de custodiar el siguiente acervo:
- Colección de miniaturas de Raúl Santana
- Colección del pintor impresionista Emilio Boggio
- La Capilla Santa Rosa de Lima; restaurada en 1973 y en la cual existe una colección original de pinturas que forman parte del Patrimonio Cultural de la ciudad como la campana de hierro, retablo colonial hojillado en oro con imágenes sevillanas, cuadros del artista colonial Juan Pedro López: Nuestra Señora de la Luz, de Caracas, del Rosario, retablo anónimo, retratos de participantes de la Independencia,  imágenes del pintor Juan Lovera, los cuales son el 19 de abril de 1810 y el 5 de julio de 1811, mobiliario que perteneció al seminario y a la Universidad, piso restaurado con algunos ladrillos originales cercanos a la puerta, techo y coro reconstruidos, son elementos patrimoniales de la Capilla.
- Las maquetas de Ruth Newmann
- El Salón Dorado
- La colección de objetos históricos, en cual se puede apreciar el estandarte del conquistador Francisco Pizarro
- Los espacios libres que se ofrecen a los artistas contemporáneos.

Anualmente aquí se lleva a cabo el Premio Municipal de Artes Visuales Salón Juan Lovera.